# Reformierte Kirche Wollerau

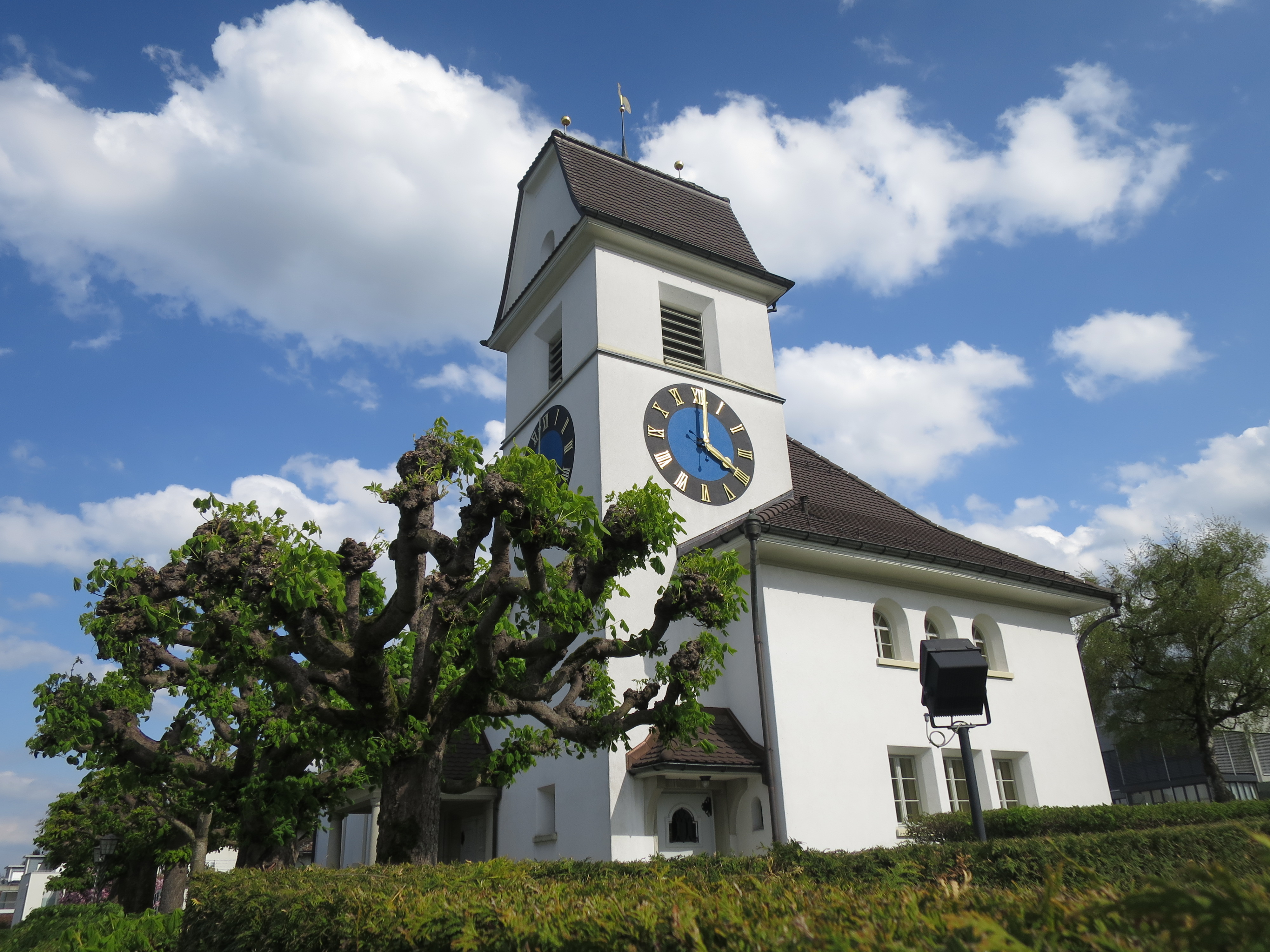
Nordwestseite der Kirche

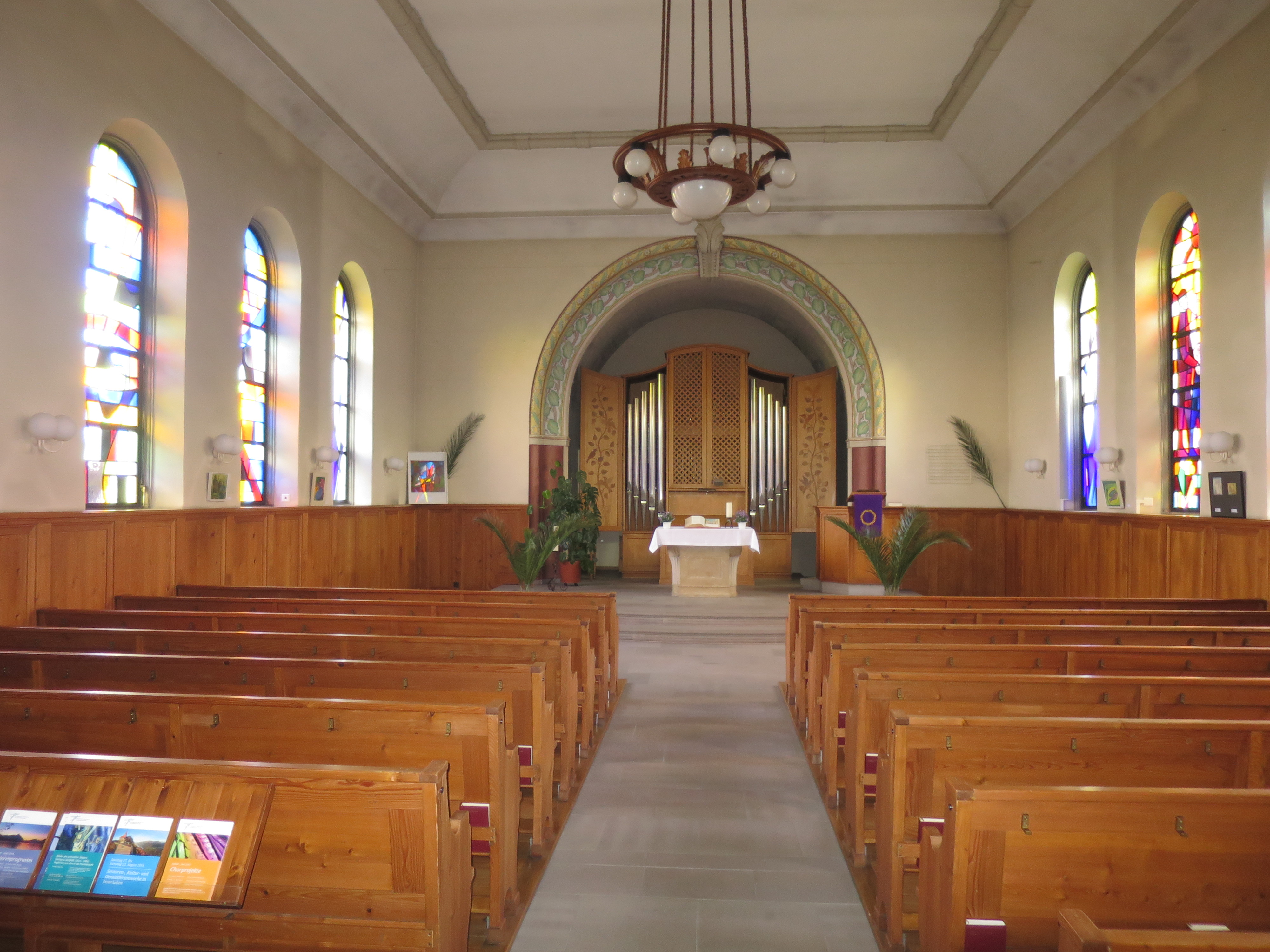
Innenraum der Kirche

Die reformierte Kirche Wollerau ist ein Kirchengebäude im zur Gemeinde Freienbach gehörenden Teil der Ortschaft Wollerau, Schweiz. Kirchlich umfasst die reformierte Diaspora-Gemeinde Höfe in der Evangelisch-reformierten Kantonalkirche Schwyz den gesamten politischen Bezirk Höfe.

## Geschichte
Die Kirchgemeinde Höfe wurde 1906 als vierte Diaspora-Gemeinde im katholischen Kanton Schwyz gegründet. Im Laufe des 19. Jahrhunderts waren zahlreiche Protestanten vor allem aus dem benachbarten Kanton Zürich zugewandert. Die Gemeinde wurde anfänglich durch die Pfarrstelle der Kirche Siebnen betreut.
Mithilfe des Protestantisch-Kirchlichen Hülfsvereins aus Zürich konnte nach sechs Jahren Planung ein Kirchengebäude realisiert werden. Trotz hoher Kosten stimmte die Kirchgemeinde 1917 einem Kirchenbauprojekt der Architekten Müller & Freitag aus Thalwil zu. Das Kirchengebäude wurde noch im selben Jahr auf einem Grundstück nahe der Grenze zwischen Freienbach und Wollerau ausgeführt. 1918 wurde die Ausstattung vollendet und im Chorraum eine Orgel installiert.
Bereits bei der Projektierung spielten die Ausbaumöglichkeiten der Kirche eine Rolle. 1991–1992 wurde eine Verlängerung des Kirchenschiffs durchgeführt.

## Äusseres
An die schlichte Saalkirche mit steilem Walmdach wurde ostseitig der Chor, nordseitig der Turm angebaut. Letzterer verfügt über ein Krüppelwalmdach, Schallfenster und grosse charakteristische Zifferblätter. Die Fassaden werden durch Rundbogenfenster geprägt. Zu den wenigen dekorativen Elementen der Aussenseite zählen die Kapitelle des nördlichen Vorzeichens in dezentem Heimatstil.

## Innenraum
Den hinteren Teil des Kirchenschiffs nehmen der inkorporierte Turm und eine Empore ein. Unter der Empore befindet sich ein Unterweisungszimmer. Das Schiff wird stark von den figürlichen und symbolischen Glasmalereien von J. R. Schläppi (1974) und den abstrakten Glasmalereien von Franco Giacomel (1992) eingenommen. Die Bauplastik beschränkt sich auf eine dezente Ornamentik an der Decke und rund um das Nordportal.
Bemerkenswert sind die dekorativen Malereien am Chorbogen. Der fensterlose Chor wird durch eine Orgel ausgefüllt, deren Flügel mit Intarsien versehen sind. Dem Chor ist der um einige Stufen erhöhte Liturgiebereich mit hölzerner Kanzel und Taufstein von 1992 und marmornem Gabentisch aus der Bauzeit vorgelagert.

## Umgebung

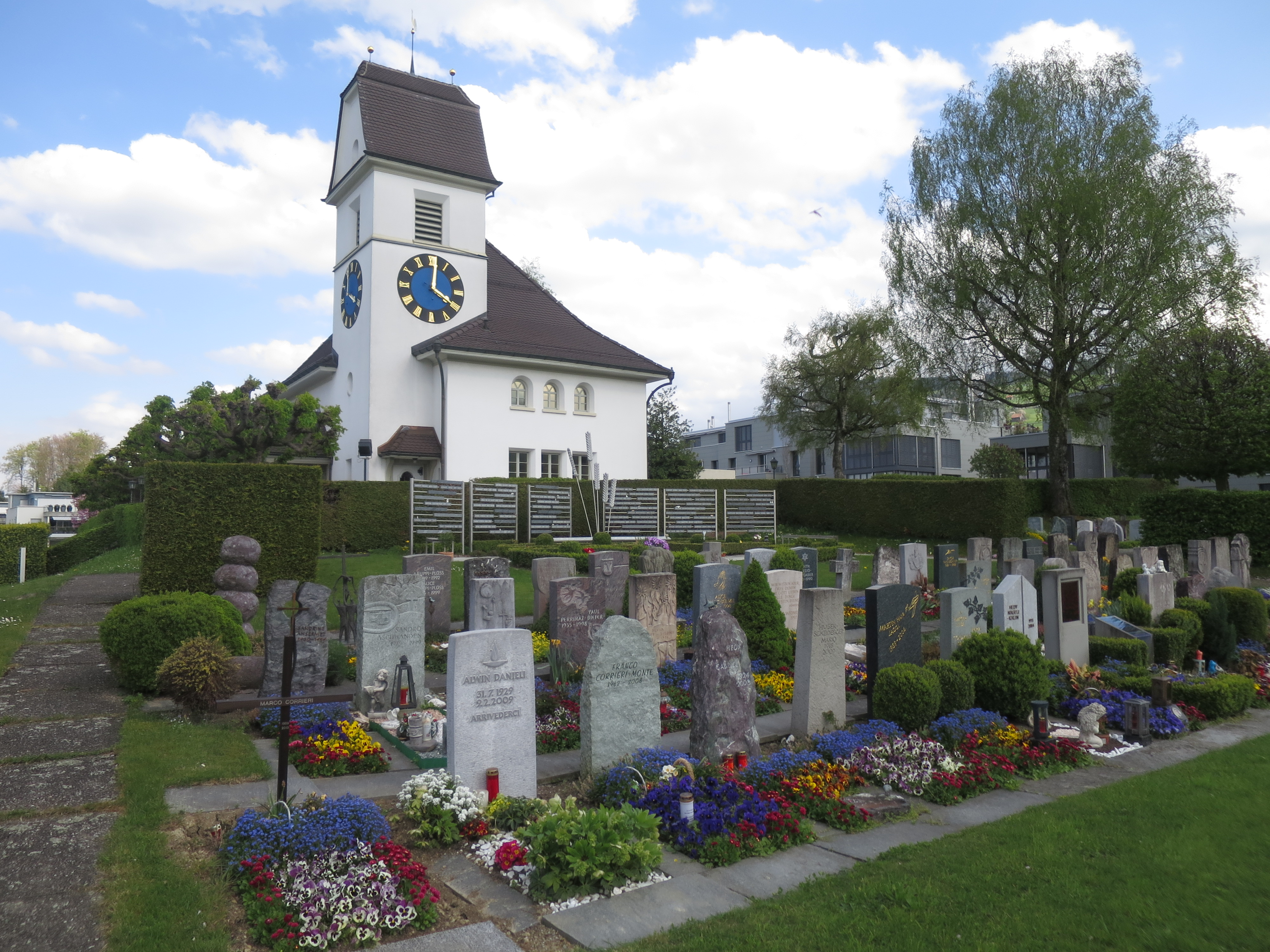
Friedhof

Auf der Süd- und Westseite der Kirche erstreckt sich ein Friedhof. Das Pfarrhaus aus der Bauzeit befindet sich auf der Ostseite der Kirche. In Pfäffikon SZ verfügt die Kirchgemeinde über ein Kirchgemeindehaus mit Gottesdienstraum und Glockenturm.